# Oberitalien
Koordinaten: 45° 30′ N, 10° 30′ O

Norditalien

Oberitalien oder Norditalien (italienisch: Nord Italia, Alta Italia, Italia settentrionale oder Settentrione) ist der nördliche Teil von Italien, an den südlich Mittelitalien anschließt.

## Geographie
Geografisch erstreckt sich Norditalien von der Küste der Adria im Osten über die Ebenen des Po, im Norden und Westen die Alpen hinauf teils bis an den Alpenhauptkamm und im Süden in den Apennin. Im Westen grenzt Frankreich, im Norden die Schweiz und Österreich, im Osten Slowenien, und im Südosten San Marino an Norditalien.
Oberitalien umfasst drei Landschaftsräume:
- die Italienischen Alpen, das sind Italiens Anteile an den Westalpen und den Südalpen, einschließlich der Ligurischen Küste (Riviera);
- die Norditalienische Tiefebene, das umfasst als Großteil die Po-Ebene (Pianura padana), und im Osten die Küstenebenen des Veneto, des Friaul und der Romagna an der Oberen Adria (südliches Alpenvorland und nördliches Apenninvorland);
- die Apennin-Nordabdachung, das umfasst Teile des Ligurischen Apennin (Appennino ligure) und des Toskanisch-Emilianischen Apennin (Appennino tosco-emiliano) am Nordrand der Apenninhalbinsel.

Auf den Alpenraum, zu dem auch der Mont Blanc an der französischen Grenze gehört, kann sich der Ausdruck Oberitalien auch beziehen, jedoch nehmen die Tiefländer als größte Tiefebene Italiens und Südeuropas die halbe Fläche Norditaliens ein. Wie beim Ausdruck „Obere“ Adria ist hier aber primär „Norden“ gemeint.
Amtliche Statistiken unterteilen Norditalien in die beiden Makroregionen Nordwestitalien und Nordostitalien.
- Nordwestitalien (Nord-Ovest), NUTS-Code ITC, ISTAT NO: Aostatal, Piemont, Lombardei, Ligurien
- Nordostitalien (Nord-Est), NUTS-Code ITD, ISTAT NE: Friaul-Julisch Venetien, Venetien, Trentino-Südtirol, Emilia-Romagna

## Geschichte und Wirtschaft
In der Antike gab es in Norditalien anders als in Süditalien kaum griechische Kolonisation. Für das Römische Reich war Norditalien zunächst Gallia cisalpina. Seit dem Mittelalter wird Norditalien von bemerkenswerten Handelsstädten geprägt, die sich ausgehend vom Veroneser Bund im Lombardenbund gegen Kaiser Barbarossa († 1190) zusammenschlossen. 
In Norditalien wurden einige Grundlagen der Betriebswirtschaftslehre und des Bankwesens erfunden, darunter im 15. Jahrhundert die doppelte Buchführung. Die Großregion gilt als das Herz der italienischen Wirtschaft. Um das Jahr 2010 gab es allerdings beim Bruttoinlandsprodukt pro Kopf keinen Grenzverlauf zwischen Norditalien und Mittelitalien, sondern zwischen Regionen in Norditalien größere Unterschiede als in Mittelitalien und Süditalien.

## Politik
Seit ihrer Gründung am 4. Dezember 1989 bis in die zweite Hälfte der 2010er hatte die Lega Nord ihren politischen Schwerpunkt in Norditalien.